# Hedwig Elisabeth von Biron

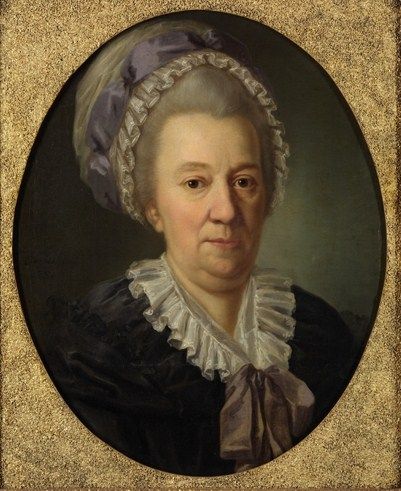
Hedwig Elisabeth Baronin Tscherkassow, Porträt von Joseph Friedrich August Darbes (1781)

Hedwig Elisabeth Prinzessin von Biron, verehelichte Baronin Tscherkassow (russisch Екатерина Ивановна Биро́н; Екатерина Ивановна Черкасова; * 23. Junijul. / 4. Juli 1727greg. in Mitau; † 20. Märzjul. / 31. März 1793greg. in Dorpat) war eine Prinzessin von Kurland und Hofdame der russischen Kaiserin Elisabeth I.

## Leben
Hedwig Elisabeth war eine Prinzessin aus dem Hause Biron von Curland. Ihre Eltern waren der Herzog von Kurland und Semgallen Ernst Johann von Biron (1690–1772) und Benigna Gottliebe von Trotta gen. Treyden (1703–1782).  
Hedwig Elisabeth erfuhr unter den Einflüssen der Kaiserin Anna als auch ihrer Mutter eine hervorragende Ausbildung durch ausgewählte Hauslehrer. Bei der Hochzeit des Herzogs von Braunschweig mit Anna Leopoldowna im Jahre 1839 trat sie das erste Mal als Hoffräulein in Erscheinung. Nach dem Tod ihrer ersten Gönnerin, der Kaiserin, wurde die gesamte Familie Biron von Curland in Schlüsselburg für sieben Monate in Festungshaft genommen und schließlich 1741 nach Pelym ins Exil geschickt.   
Anfang 1742 wurde die Familie von Elisabeth I. amnestiert und nach Jaroslawl geschickt. Hedwig Elisabeth floh 1749 von dort ins Dreifaltigkeitskloster von Sergijew Possad um zur Ortodoxi zu konvertieren. Zu diesem Vorhaben und für die Bekanntmachung mit der Kaiserin, hatte sie die Unterstützung der Gräfinnen Puschkin und Schuwalow. Die Kaiserin wohnte schließlich ihrer Taufe im Golowinski-Palast persönlich bei und nahm sie mittelbar, zunächst als Hofdame, in ihren Hofstaat auf. Sie avancierte schließlich zur Hofmeisterin und galt als sehr einflussreich. Ihre Grablegung fand in der Herzogengruft auf Schloss Mitau statt.  

## Familie
Sie heiratete 1759 den Wirklichen Geheimrat und Präsidenten des Medizinkollegiums Baron Alexander Iwanowitsch Tscherkassow (1728–1788), mit dem sie die Kinder Elisabeth Alexandrowna, verehelichte Oberstin Palmenbach (1761–1832) und Peter Alexandrowitsch Tscherkassow (1762–1828) hatte.

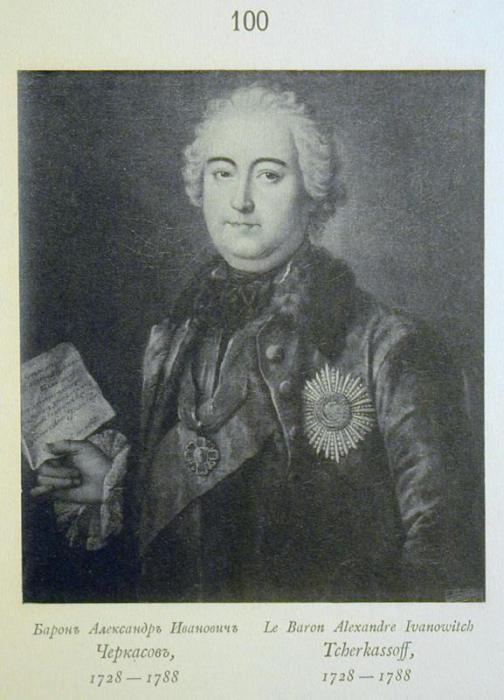
Baron Alexander Iwanowitsch Tscherkassow
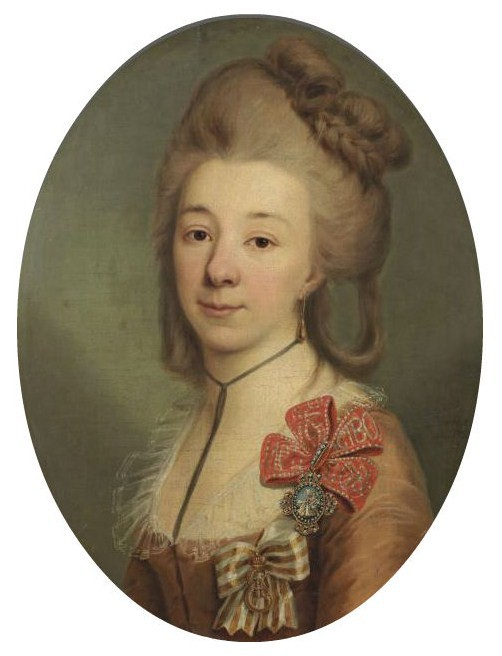
Elisabeth Alexandrowna Palmenbach (1761–1832)
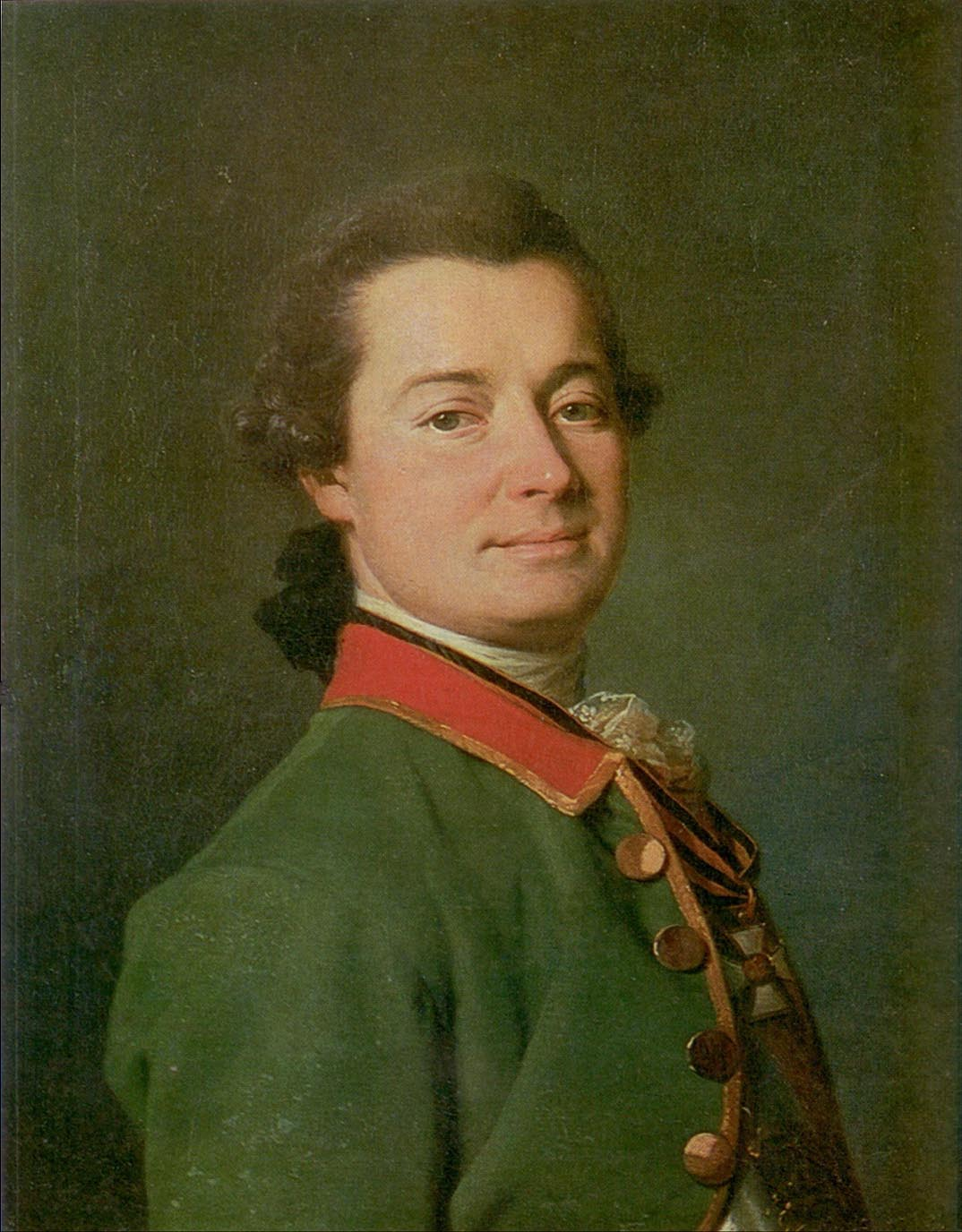
Oberst Gustav Heinrich von Palmenbach (1759–1792)
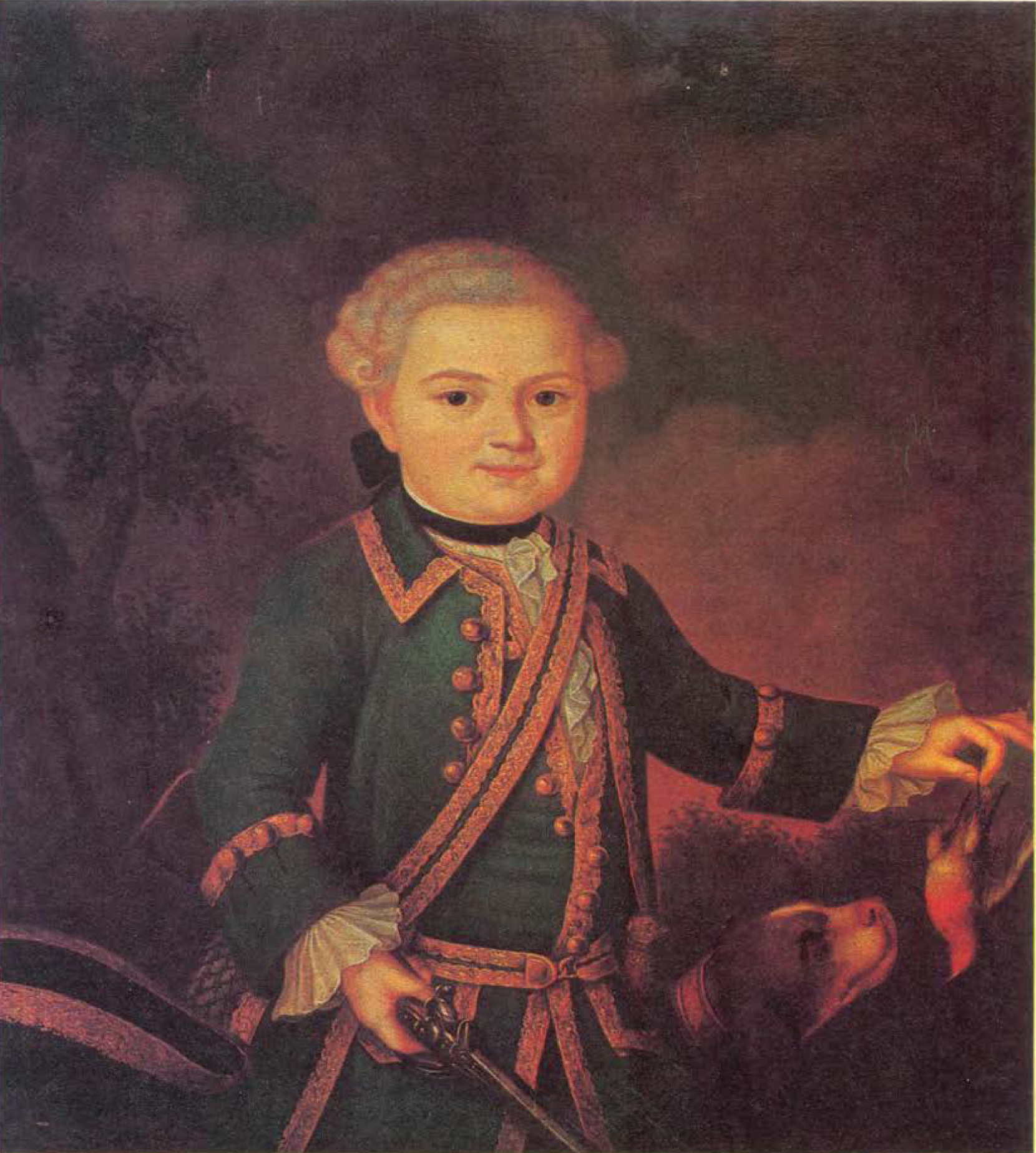
Baron Peter Alexandrowitsch Tscherkassow (1762–1828)